# Phorocera scutellaris
Phorocera scutellaris là một loài ruồi trong họ Tachinidae.